# 苏西·罗托洛
苏西·罗托洛 (英語：1943年11月20日—2011年2月25日), 是一位美国艺术家。

## 生平
苏西1943年出生在意大利移民家族，形容自己是"红尿布婴儿"，这是1950年代麦卡锡主义盛行的年代下美国共产党成员家庭出生的子女的称呼。1961年到1964年是美国艺术大师鲍勃·迪伦的女朋友。在那个时代鲍勃·迪伦的音乐和艺术都深受苏西·罗托洛的影响。他们最出名的合照是后来用作1963年专辑封面的 The Freewheelin' Bob Dylan，由哥伦比亚唱片公司旗下唐·亨斯坦拍摄。 在她的自传里 放任自流的时光里面，苏西详细地描述了她和迪伦以及以及她所亲历的以格林尼治村为基地的民谣复兴运动。
作为一名艺术家，她专注于艺术家书籍领域，并在纽约帕森设计学院教书。
2011年2月25日在纽约曼哈顿家中因肺癌去世，享年67岁。